# Les Sources
Les Sources – regionalna gmina hrabstwa (MRC) w regionie administracyjnym Estrie prowincji Quebec, w Kanadzie. Stolicą jest miasto Val-des-Sources. Składa się z 7 gmin: 2 miast, 3 gmin, 1 parafii i 1 kantonu.
Les Sources ma 14 756 mieszkańców. Język francuski jest językiem ojczystym dla 95,7%, angielski dla 3,5% mieszkańców (2011).